# Aradványpuszta megállóhely
Aradványpuszta megállóhely egy Hajdú-Bihar vármegyei vasúti megállóhely Nyíradony településen, a MÁV üzemeltetésében. A névadó Aradványpuszta településrész délkeleti szélén helyezkedik el, közúti elérését a 471-es főútból kiágazó 49 305-ös számú mellékút teszi lehetővé.

## Vasútvonalak
A megállóhelyet az alábbi vasútvonalak érintik:
- Apafa–Mátészalka-vasútvonal

## Kapcsolódó állomások
A megállóhelyhez az alábbi állomások vannak a legközelebb:
- Tisztavíz megállóhely (Apafa–Mátészalka-vasútvonal)
- Nyíradony vasútállomás (Apafa–Mátészalka-vasútvonal)

## Forgalom
| Járat        | Útvonal | Gyakoriság     |
| ------------ | --- | -------------- |
| személyvonat | Debrecen – Debrecen-Csapókert – Apafa – Dombostanya – Hajdúsámson – Tamásipuszta – Aradványpuszta – Nyíradony – Nyírmihálydi – Nyírgelse – Nyírbogát – Nyírbátor – Nyírcsászári – Hodász – Nyírmeggyes – Mátészalka (– Kocsord – Kocsord alsó – Tunyogmatolcs – Tunyogmatolcs alsó – Fehérgyarmat) | 2 óránként     |
| személyvonat | Debrecen – Debrecen-Csapókert – Apafa – Dombostanya – Hajdúsámson – Tamásipuszta – Aradványpuszta – Nyíradony – Nyírmihálydi – Nyírgelse – Nyírbogát – Nyírbátor – Nyírcsászári – Hodász – Nyírmeggyes – Mátészalka – Nyírcsaholy – Nagyecsed – Tiborszállás                                       | Vasárnap 1 pár |